# Lista de atletas brasileiros nos Jogos Olímpicos de Verão de 1964
A lista a seguir discrimina os atletas brasileiros que participaram da Tóquio 1964, independentemente de terem logrado êxito na busca por medalhas.
Nos Jogos Olímpicos de Verão de 1964, os Jogos de número XVIII, em Tóquio, no Japão, o Brasil participou de sua nona Olimpíada com 68 atletas, sendo 67 homens e 1 mulher, em 11 esportes: atletismo, basquetebol, boxe, hipismo, futebol, pentatlo moderno, vela, natação, polo aquático e estreou no judô e no vôlei. O país conquistou 1 medalha de bronze.
Subsedes:
Além da Cidade sede, as subsedes de Omiya, Kyoto, Osaka e Yokohama também receberam partidas do torneio de futebol; Enoshima (vela); Saitama (remo, tiro esportivo e pentatlo moderno); Nagano (hipismo); Kanagawa (remo); Yokohama (voleibol).
Na delegação chefiada por João Alves de Carvalho, a única medalha conquistada nos Jogos veio com a seleção masculina de "basquetebol". Foi a terceira medalha de bronze do basquete brasileiro. A equipe mesclava veteranos que conquistaram o bronze quatro anos antes e jovens talentos, treinados por Renato Miguel Gaia Brito Cunha, que anos mais tarde viria a ser presidente da CBB. Com esse feito, mais 7 atletas (Amaury, Sucar, Mosquito, Rosa Branca, Bispo, Jatyr e Wlamir) se tornaram medalhistas múltiplos. Até aqui são 11 atletas com pelo menos 2 pódios conquistados (Vide seção "Multimedalhistas").
Outros destaques:
O pioneiro sensei Lhofei Shiozawa foi o primeiro judoca Olímpico do Brasil. Foi também o único brasileiro a competir no judô nessa edição. Avançou até a reta final e foi derrotado nas quartas de final, impedindo-o de lutar pelo bronze do "peso médio", mas conquistou um importante 5.° lugar; outro destaque brasileiro foi a única mulher da delegação brasileira, a atleta do "salto em altura" Aída dos Santos. Aliás, ela foi a única representante de todo o atletismo brasileiro nos Jogos. Competindo sem equipamento ou uniforme adequados, sem patrocínio e mesmo sem um treinador, Aída foi orientada pelo atleta peruano Roberto Abugattás e conseguiu, apesar de lesionar o tornozelo durante a fase preliminar, a classificação para as finais do torneio e conquistou uma importante 4.ª colocação. Foi a primeira brasileira finalista de uma prova de atletismo na história Olímpica e foi detentora da melhor marca de uma brasileira até a Atlanta 1996, superando o resultado de Piedade Coutinho da natação em 1936; no hipismo, Nelson Pessoa Filho, pai de Rodrigo Pessoa, em sua segunda Olimpíada avançou para as finais do "concurso de saltos", terminando em 5.° lugar; no "futebol" os agora bicampeões mundiais novamente treinados por Vicente Feola ficaram mais uma vez pelo caminho na primeira fase com uma equipe que contava com nomes como Aladim, Dimas e Roberto Miranda; na vela o melhor resultado com foi Jörg Bruder na "classe finn" que na regata da medalha chegou na 2.ª colocação e concluiu o torneio em 7.° lugar; na estreia do "vôlei masculino" brasileiro treinado por Sami Mehlinsky a Seleção ficou na 7.ª posição. No elenco contava, entre outros, com Feitosa, Marco Antônio Volpi e Carlos Arthur Nuzman que viria a se tornar dirigente do esporte.
Abaixo segue a relação dos esportistas brasileiros participantes da Tóquio 1964.

## Atletismo
Feminino
Eventos de campo
| Atleta          | Modalidade      | Qualificação | Qualificação | Final     | Final   | Referência(s) |
| Atleta          | Modalidade      | Resultado    | Posição      | Resultado | Posição | Referência(s) |
| --------------- | --------------- | ------------ | ------------ | --------- | ------- | ------------- |
| Aída dos Santos | salto em altura | 1.70         | =5.º Q       | 1.74      | 4.º     | [ 7 ]         |

## Basquetebol
Masculino
Primeira fase
Grupo B
| D |  | Peru | 58–50 | Brasil |  |  |  |

| V |  | Brasil | 68–64 | Iugoslávia |  |  |  |

| V |  | Brasil | 92–65 | Coreia do Sul |  |  |  |

| V |  | Brasil | 61–54 | Finlândia |  |  |  |

| V |  | Brasil | 80–68 | Uruguai |  |  |  |

| D |  | Estados Unidos | 86–53 | Brasil |  |  |  |

| V |  | Brasil | 69–57 | Austrália |  |  |  |

Colocação no grupo: 2.° Q
Tabela - Grupo B
| Equipe         | Jogos | Vitórias | Derrotas | Pontos pró | Pontos contra | Saldo de pontos | Pontuação | Confronto direto |
| -------------- | ----- | -------- | -------- | ---------- | ------------- | --------------- | --------- | ---------------- |
| Estados Unidos | 7     | 7        | 0        | 569        | 333           | +236            | 14        |                  |
| Brasil         | 7     | 5        | 2        | 473        | 452           | +21             | 10        | 1V-0D            |
| Iugoslávia     | 7     | 5        | 2        | 529        | 453           | +76             | 10        | 0V-1D            |
| Uruguai        | 7     | 4        | 3        | 472        | 482           | -10             | 8         |                  |
| Finlândia      | 7     | 3        | 4        | 409        | 475           | -66             | 6         |                  |
| Austrália      | 7     | 2        | 5        | 434        | 460           | -26             | 4         | 1V-0D            |
| Peru           | 7     | 2        | 5        | 431        | 453           | -22             | 4         | 0V-1D            |
| Coreia do Sul  | 7     | 0        | 7        | 432        | 641           | -209            | 0         |                  |

|  | Classificados para as semifinais |
|  | Disputa de 5.° a 8.°             |
|  | Disputa de 9.° a 12.°            |
|  | Disputa de 13.° a 16.°           |

Semifinal
| D |  | União Soviética | 53–47 | Brasil |  |  |  |

Disputa do 3.° lugar
| V |  | Brasil | 76–60 | Porto Rico |  |  |  |

Colocação final: 3.°
Equipe:
Amaury Pasos
Antônio Sucar
Carlos Mosquito
Carmo Rosa Branca
Édson Bispo
Edvar Simões
Fritz Braun
Jatyr Schall
Sérgio Macarrão
Ubiratan Maciel
Victor Mirshawka
Wlamir Marques

Referência(s): 

## Boxe
Masculino
| Atleta                 | Modalidade              | 1ª Rodada                | 2ª Rodada                   | 3ª Rodada                      | Quartas de final     | Semifinal            | Final                | Colocação final | Referência(s) |
| Atleta                 | Modalidade              | Adversário Resultado     | Adversário Resultado        | Adversário Resultado           | Adversário Resultado | Adversário Resultado | Adversário Resultado | Colocação final | Referência(s) |
| ---------------------- | ----------------------- | ------------------------ | --------------------------- | ------------------------------ | -------------------- | -------------------- | -------------------- | --------------- | ------------- |
| João Henrique da Silva | peso meio-médio-ligeiro | Bye                      | ROC Chang Pin Cheng V TKO-1 | IRN Nadimi Ghasre Dashti V 3-2 | GHA Eddie Blay D 0-5 | Não avançou          | Não avançou          | =5.°            | [ 9 ]         |
| Luiz Carlos Fabre      | peso médio-ligeiro      | EGY Sayed El-Nahas D 1-4 | Não avançou                 | Não avançou                    | Não avançou          | Não avançou          | Não avançou          | =17.°           | [ 10 ]        |
| Luiz Leônidas Cézar    | peso médio              | Bye                      | ITA Franco Valle D 1-4      | Não avançou                    | Não avançou          | Não avançou          | Não avançou          | =9.°            | [ 11 ]        |

## Hipismo
Aberto
Concurso de saltos
| Atleta              | Cavalo | Modalidade          | Rodada 1              | Rodada 2              | Total                 | Referência(s) |
| Atleta              | Cavalo | Modalidade          | Penalidades Colocação | Penalidades Colocação | Penalidades Colocação | Referência(s) |
| ------------------- | ------ | ------------------- | --------------------- | --------------------- | --------------------- | ------------- |
| Nelson Pessoa Filho | Huipil | conjunto individual | 12.00 =6.°            | 8.00 =3.°             | 20.00 =5.°            | [ 12 ]        |

## Futebol
Masculino
Primeira fase
Grupo C
| E |  | Brasil | 1–1 | República Árabe Unida |  |  |  |

| V |  | Brasil | 4–0 | Coreia do Sul |  |  |  |

| D |  | Tchecoslováquia | 1–0 | Brasil |  |  |  |

Colocação no grupo: 3.° - Não avançou
Tabela - Grupo C
| Equipe                | Jogos | Vitórias | Empates | Derrotas | Gols pró | Gols contra | Saldo de gols | Pontos |
| --------------------- | ----- | -------- | ------- | -------- | -------- | ----------- | ------------- | ------ |
| Tchecoslováquia       | 3     | 3        | 0       | 0        | 12       | 2           | +10           | 6      |
| República Árabe Unida | 3     | 1        | 1       | 1        | 12       | 6           | +6            | 3      |
| Brasil                | 3     | 1        | 1       | 1        | 5        | 2           | +3            | 3      |
| Coreia do Sul         | 3     | 0        | 0       | 3        | 1        | 20          | -19           | 0      |

|  | Classificados para as quartas de final |

Colocação final: =9.°
Equipe:
Ademar Caravetti
Adevaldo Virgílio Neto
Antônio Mattar Neto
Dimas Filgueiras
Elizeu Vinagre
Florisvaldo Pinto Júnior
Geraldo Teixeira Aladim
Hélio Dias
Humberto André
Íris Pereira de Souza
Ivo Ribeiro Soares
Maurício Mura
Nélio dos Santos
Othon Valentim
Riva Pereira
Roberto Miranda
Tito Rosa
Valdez Quirino
Zé Luiz Pereira
Zé Roberto Gazela

Referência(s): 

## Judô
Masculino
| Atleta          | Modalidade | Chave | Rodada 1                         | Rodada 2                     | Rodada 3                         | Quartas de final            | Semifinal            | Final de chave       | Repescagem           | Disputa de 3.°       | Final                | Colocação final | Referência(s) |
| Atleta          | Modalidade | Chave | Adversário Resultado             | Adversário Resultado         | Adversário Resultado             | Adversário Resultado        | Adversário Resultado | Adversário Resultado | Adversário Resultado | Adversário Resultado | Adversário Resultado | Colocação final | Referência(s) |
| --------------- | ---------- | ----- | -------------------------------- | ---------------------------- | -------------------------------- | --------------------------- | -------------------- | -------------------- | -------------------- | -------------------- | -------------------- | --------------- | ------------- |
| Lhofei Shiozawa | peso médio | E     | CRC Rafael Barquero V Awase-waza | AUT Alfred Redl V Awase-waza | PHI Narzal García V Ko-soto-gake | KOR Kim Ui-Tae D Awase-waza | Não avançou          | Não avançou          | Não avançou          | Não avançou          | Não avançou          | =5.°            | [ 14 ]        |

## Pentatlo moderno
Masculino
| Atleta              | Modalidade | Hipismo cross-country com obstáculos | Esgrima espada 1 toque | Tiro pistola rápida 25 m | Natação 300 m livre | Corrida cross-country 4000 m | Pontos perdidos | Colocação final | Referência(s) |
| Atleta              | Modalidade | Colocação                            | Colocação              | Colocação                | Colocação           | Colocação                    | Pontos perdidos | Colocação final | Referência(s) |
| ------------------- | ---------- | ------------------------------------ | ---------------------- | ------------------------ | ------------------- | ---------------------------- | --------------- | --------------- | ------------- |
| José Pereira Wilson | individual | Cavalo: Kanehorai 36.°               | =21.°                  | =14.°                    | 10.°                | 33.°                         | 4278.00         | 28.°            | [ 15 ]        |

## Vela
Aberto
| Atleta                                | Modalidade             | Regatas             | Regatas             | Regatas             | Regatas             | Regatas             | Regatas             | Regatas               | Colocação final      | Referência(s) |
| Atleta                                | Modalidade             | 1                   | 2                   | 3                   | 4                   | 5                   | 6                   | 7 (regata da medalha) | Colocação final      | Referência(s) |
| Atleta                                | Modalidade             | Pontuação Colocação | Pontuação Colocação | Pontuação Colocação | Pontuação Colocação | Pontuação Colocação | Pontuação Colocação | Pontuação Colocação   | Pontuação Colocação  | Referência(s) |
| ------------------------------------- | ---------------------- | ------------------- | ------------------- | ------------------- | ------------------- | ------------------- | ------------------- | --------------------- | -------------------- | ------------- |
| Jörg Bruder                           | classe finn            | 341.00 19.°         | 716.00 8.°          | 921.00 5.°          | 540.00 12.°         | 620.00 10.°         | 841.00 6.°          | 1318.00 2.°           | 5297.00/4956.00 7.°  | [ 16 ]        |
| Harry Herchel Adler Luiz Carlos Ramos | classe star            | 331.00 10.°         | 553.00 6.°          | 101.00 DNF =9.°     | 252.00 12.°         | 377.00 9.°          | 377.00 9.°          | 331.00 10.°           | 2322.00/2221.00 11.° | [ 17 ]        |
| Joaquim Roderbourg Klaus Hendriksen   | classe flying dutchman | 344.00 12.°         | 344.00 12.°         | 469.00 9.°          | 277.00 14.°         | 193.00 17.°         | 193.00 17.°         | 520.00 8.°            | 2340.00/2147.00 16.° | [ 18 ]        |

## Natação
Masculino
| Atleta | Modalidade     | Eliminatórias | Eliminatórias | Semifinal   | Semifinal   | Final       | Final     | Referência(s) |
| Atleta | Modalidade     | Resultado     | Colocação     | Resultado   | Colocação   | Resultado   | Colocação | Referência(s) |
| --- | -------------- | ------------- | ------------- | ----------- | ----------- | ----------- | --------- | ------------- |
| Athos Procópio de Oliveira Júnior                                                                              | 100 m livre    | 56.00         | 3.°           | Não avançou | Não avançou | Não avançou | 25.°      | [ 19 ]        |
| Álvaro Roberto de Ávila Pires                                                                                  | 100 m livre    | 56.80         | 5.°           | Não avançou | Não avançou | Não avançou | =36.°     | [ 19 ]        |
| Mauri Fernandes da Fonseca                                                                                     | 100 m livre    | 59.60         | 7.°           | Não avançou | Não avançou | Não avançou | 59.°      | [ 19 ]        |
| Farid Zablith Filho                                                                                            | 200 m peito    | 2:45.20       | 4.°           | Não avançou | Não avançou | Não avançou | 25.°      | [ 20 ]        |
| Álvaro Roberto de Ávila Pires Athos Procópio de Oliveira Júnior Farid Zablith Filho Mauri Fernandes da Fonseca | 4x100 m medley | 4:21.20       | 6.°           | Não avançou | Não avançou | Não avançou | 13.°      | [ 21 ]        |

## Voleibol
Masculino
Pontos corridos
| D |  | Bulgária | 3–0 | Brasil | (16-14•15-10•15-6) |  |  |

| D |  | Roménia | 3–0 | Brasil | (15-6•15-5•15-5) |  |  |

| D |  | Países Baixos | 3–2 | Brasil | (14-16•15-11•15-12•6-15•16-14) |  |  |

| V |  | Brasil | 3–1 | Coreia do Sul | (15-12•15-8•14-16•16-14) |  |  |

| V |  | Brasil | 3–2 | Hungria | (15-4•13-15•11-15•16-14•15-11) |  |  |

| D |  | Tchecoslováquia | 3–0 | Brasil | (15-5•15-6•15-10) |  |  |

| D |  | Japão | 3–2 | Brasil | (15-12•15-9•12-15•7-15•15-11) |  |  |

| V |  | Brasil | 3–2 | Estados Unidos | (5-15•11-15•15-9•15-6•15-9) |  |  |

| D |  | União Soviética | 3–0 | Brasil | (15-7•15-6•15-9) |  |  |

Tabela - Pontos corridos
| Equipe          | Jogos | Vitórias | Derrotas | Sets pró | Sets contra | Pontos | Saldo de sets |
| --------------- | ----- | -------- | -------- | -------- | ----------- | ------ | ------------- |
| União Soviética | 9     | 8        | 1        | 25       | 5           | 16     | +20           |
| Tchecoslováquia | 9     | 8        | 1        | 26       | 10          | 16     | +16           |
| Japão           | 9     | 7        | 2        | 22       | 12          | 14     | +10           |
| Roménia         | 9     | 6        | 3        | 19       | 15          | 12     | +4            |
| Bulgária        | 9     | 5        | 4        | 20       | 16          | 10     | +4            |
| Hungria         | 9     | 4        | 5        | 18       | 18          | 8      | 0             |
| Brasil          | 9     | 3        | 6        | 13       | 23          | 6      | -10           |
| Países Baixos   | 9     | 2        | 7        | 11       | 24          | 4      | -13           |
| Estados Unidos  | 9     | 2        | 7        | 10       | 23          | 4      | -13           |
| Coreia do Sul   | 9     | 0        | 9        | 9        | 27          | 0      | -16           |

Colocação final: 7.°
Equipe:
Carlos Arthur Nuzman
Carlos Eduardo Albano Feitosa
Décio Viotti de Azevedo
Emanuel de Victor Newdon
Giuseppe Mezzasalma
Hamilton Leão de Oliveira
João Cláudio França
José Maria Schwartz da Costa
Josias de Oliveira Ramalho
Marco Antônio Volpi
Pedro Barbosa de Oliveira
Victor Barcellos Borges

Referência(s): 

## Polo aquático
Masculino
Primeira fase
Grupo C
| D | Países Baixos | 3–2 | Brasil |  |

| D | Estados Unidos | 7–1 | Brasil |  |

| D | Iugoslávia | 8–0 | Brasil |  |

Colocação no grupo: 4.° - Não avançou
Tabela - Grupo C
| Equipe         | Jogos | Vitórias | Empates | Derrotas | Gols pró | Gols contra | Saldo de gols | Pontos |
| -------------- | ----- | -------- | ------- | -------- | -------- | ----------- | ------------- | ------ |
| Iugoslávia     | 3     | 3        | 0       | 0        | 17       | 3           | +14           | 6      |
| Países Baixos  | 3     | 2        | 0       | 1        | 11       | 13          | -3            | 4      |
| Estados Unidos | 3     | 1        | 0       | 2        | 12       | 9           | +3            | 2      |
| Brasil         | 3     | 0        | 0       | 3        | 3        | 18          | +15           | 0      |

|  | Classificados para as semifinais |

Colocação final: 13.°
Equipe:
Adhemar Grijó Filho
Aladar Szabo
Ivo Kesselring Carotini
João Gonçalves Filho
Luiz Daniel
Márvio dos Santos
Ney Borges Nogueira
Oswaldo Cochrane Filho
Paulo Polé Kesselring Carotini
Pedro Pinciroli Júnior
Rodney Stuart Bell

Referência(s):  

## Multimedalhistas
Nesta seção listam-se os atletas brasileiros detentores de pelo menos 2 pódios Olímpicos, desde as edições pregressas, até essa edição. A ordem de classificação se segue pelos seguintes critérios:
1. Maior número de medalhas de ouro;
2. Maior número de medalhas de prata;
3. Maior número de medalhas de bronze;
4. Conquista mais antiga;
5. Esporte ou modalidade mais antiga no programa Olímpico;
6. Ordem alfabética.

| Posição | Atleta                    | Esporte        | Ouro | Prata | Bronze | Jogos          | Medalha de ouro | Medalha de prata | Medalha de bronze | Total de medalhas |
| ------- | ------------------------- | -------------- | ---- | ----- | ------ | -------------- | --------------- | ---------------- | ----------------- | ----------------- |
| 1.°     | Adhemar Ferreira da Silva | Atletismo      | 2    | 0     | 0      | Helsinque 1952 | 1               | 0                | 0                 | 2                 |
| 1.°     | Adhemar Ferreira da Silva | Atletismo      | 2    | 0     | 0      | Melbourne 1956 | 1               | 0                | 0                 | 2                 |
| 2.°     | Guilherme Paraense        | Tiro esportivo | 1    | 0     | 1      | Antuérpia 1920 | 1               | 0                | 1                 | 2                 |
| 3.°     | Afrânio da Costa          | Tiro esportivo | 0    | 1     | 1      | Antuérpia 1920 | 0               | 1                | 1                 | 2                 |
| 4.°     | Zenny Algodão             | Basquete       | 0    | 0     | 2      | Londres 1948   | 0               | 0                | 1                 | 2                 |
| 4.°     | Zenny Algodão             | Basquete       | 0    | 0     | 2      | Roma 1960      | 0               | 0                | 1                 | 2                 |
| 5.°     | Amaury Pasos              | Basquete       | 0    | 0     | 2      | Roma 1960      | 0               | 0                | 1                 | 2                 |
| 5.°     | Amaury Pasos              | Basquete       | 0    | 0     | 2      | Tóquio 1964    | 0               | 0                | 1                 | 2                 |
| 6.°     | Antonio Sucar             | Basquete       | 0    | 0     | 2      | Roma 1960      | 0               | 0                | 1                 | 2                 |
| 6.°     | Antonio Sucar             | Basquete       | 0    | 0     | 2      | Tóquio 1964    | 0               | 0                | 1                 | 2                 |
| 7.°     | Carlos Mosquito           | Basquete       | 0    | 0     | 2      | Roma 1960      | 0               | 0                | 1                 | 2                 |
| 7.°     | Carlos Mosquito           | Basquete       | 0    | 0     | 2      | Tóquio 1964    | 0               | 0                | 1                 | 2                 |
| 8.°     | Carmo Rosa Branca         | Basquete       | 0    | 0     | 2      | Roma 1960      | 0               | 0                | 1                 | 2                 |
| 8.°     | Carmo Rosa Branca         | Basquete       | 0    | 0     | 2      | Tóquio 1964    | 0               | 0                | 1                 | 2                 |
| 9.°     | Edson Bispo               | Basquete       | 0    | 0     | 2      | Roma 1960      | 0               | 0                | 1                 | 2                 |
| 9.°     | Edson Bispo               | Basquete       | 0    | 0     | 2      | Tóquio 1964    | 0               | 0                | 1                 | 2                 |
| 10.°    | Jatyr Schall              | Basquete       | 0    | 0     | 2      | Roma 1960      | 0               | 0                | 1                 | 2                 |
| 10.°    | Jatyr Schall              | Basquete       | 0    | 0     | 2      | Tóquio 1964    | 0               | 0                | 1                 | 2                 |
| 11.°    | Wlamir Marques            | Basquete       | 0    | 0     | 2      | Roma 1960      | 0               | 0                | 1                 | 2                 |
| 11.°    | Wlamir Marques            | Basquete       | 0    | 0     | 2      | Tóquio 1964    | 0               | 0                | 1                 | 2                 |

## Medalhas
| Medalha | Atleta | Esporte     | Modalidade       | Data       |
| ------- | --- | ----------- | ---------------- | ---------- |
| Bronze  | Seleção Brasileira de Basquetebol Masculino Amaury Pasos Antônio Sucar Carlos Mosquito Carmo Rosa Branca Édson Bispo Edvar Simões Fritz Braun Jatyr Schall Sérgio Macarrão Ubiratan Maciel Victor Mirshawka Wlamir Marques | Basquetebol | quadra masculino | 23/10/1964 |

| Medalhas por esporte | Medalhas por esporte | Medalhas por esporte | Medalhas por esporte | Medalhas por esporte |
| Esporte              | Medalha de ouro      | Medalha de prata     | Medalha de bronze    | Total de medalhas    |
| -------------------- | -------------------- | -------------------- | -------------------- | -------------------- |
| Basquetebol          | 0                    | 0                    | 1                    | 1                    |
| Total                | 0                    | 0                    | 1                    | 1                    |